# 库讷瓦尔德
库讷瓦尔德（德語：Cunewalde）是德国萨克森州的市镇，隶属于包岑县。总面积为26.65平方千米，截至2023年12月31日总人口为4,537人。